# Jakob Bendl

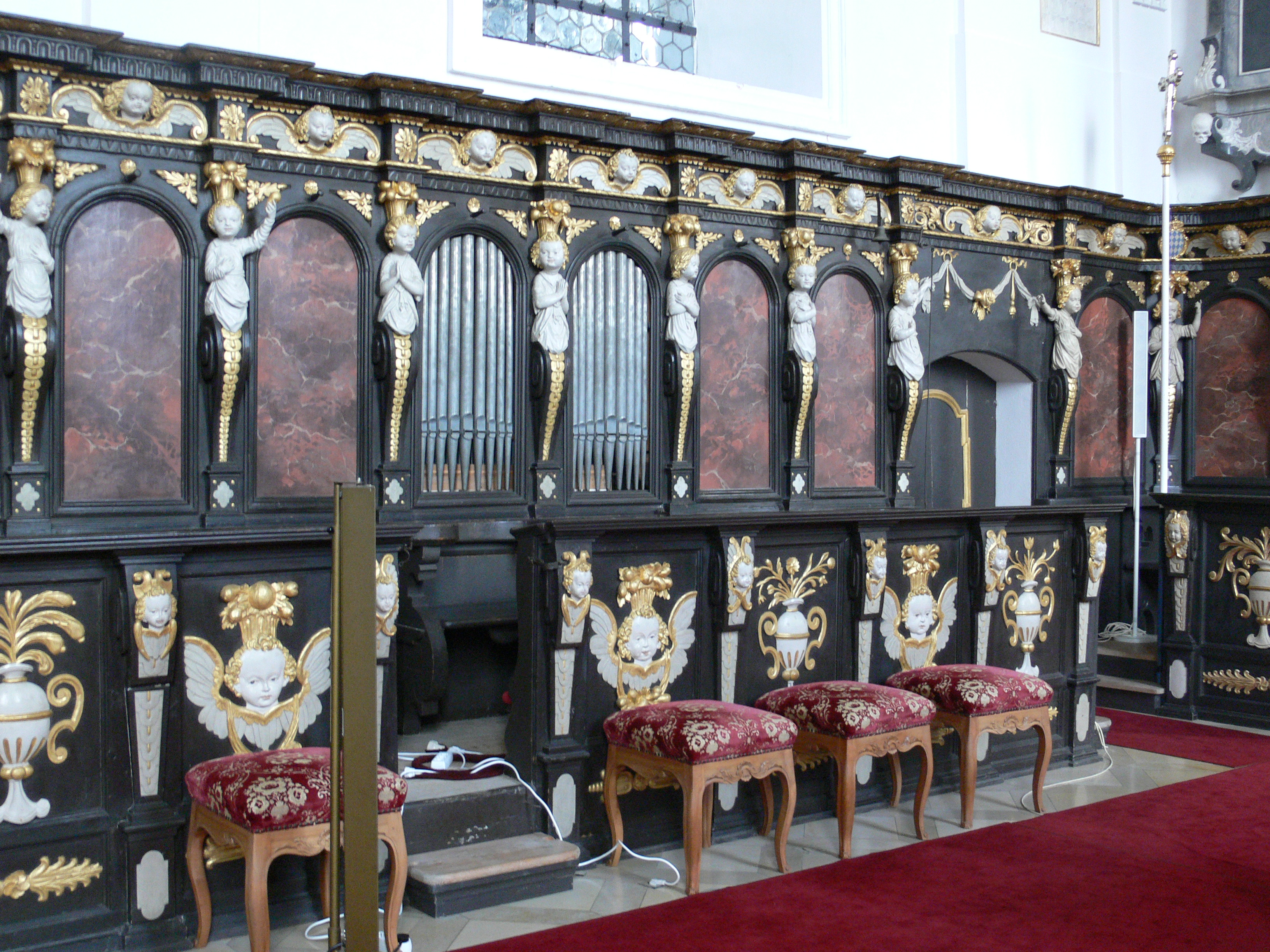
Chorgestühl in der Pfarrkirche Zeil

Jakob Bendl, auch Jakob Christoph Bendl, Bendel, Bendtl und Pendl (* um 1585 in Waldsee; † um 1655/1660 in Pfarrkirchen) war ein deutscher Bildhauer.
Er stammte aus einer Südtiroler Bildhauerfamilie, die nach Waldsee zugewandert war. Nach 1610 arbeitete er für das Chorherrenstift Waldsee und für die Truchsesse von Waldburg-Zeil.
1611 fertigte er für die Pfarrkirche St. Maria, die Stiftskirche von Schloss Zeil, das Chorgestühl. 1617 wurde er zusammen mit seinem Bruder Melchior wegen Unredlichkeit in einen Rechtsstreit mit der Stadt Waldsee verstrickt. Dabei wurde ihm eine zu kurze Lehrzeit für einen Meistertitel vorgeworfen.
Erst 1631 erhielt er das kaiserliche Privileg. Von ihm stammt das Chorgestühl der Kirche in Bärenweiler (Gemeinde Kißlegg). Ihm wird auch die Holzgruppe Krönung Mariens im Hochaltar der ehemaligen Stiftskirche St. Peter in Waldsee zugeschrieben. Aufgrund von Rivalitäten mit der Bildhauerfamilie Zürn verließ er Oberschwaben und kam über Prag nach Niederbayern. Er ließ sich 1640 als Hofwirt in der Elsenpergischen Hofmark Baumgarten bei Pfarrkirchen nieder.
Im selben Jahr schnitzte er einen nicht erhaltenen Altar und eine kleine Pietà für die Wallfahrtskirche Sammarei, die sich in der Predella des aus dem Jahr 1772 stammenden jetzigen Gnadenaltars befindet. 1643 erwarb er das Bürgerrecht in Pfarrkirchen und schuf für die dortige Pfarrkirche einen nicht erhaltenen Choraltar.
1647 zog er nach Pfarrkirchen. In seiner Werkstatt entstanden die Kanzel und die ikonostasenartige Altarwand der Wallfahrtskirche Sammarei. Vermutlich bereits hier wirkte sein Sohn, der Bildhauer Johann Christoph Bendl (1624–1690), mit. Sein Enkel ist der Bildhauer und Stuckateur Ehrgott Bernhard Bendl (um 1660–1738).